# Adwa (vulkaan)
De Adwa, ook bekend als Aabida, Amoissa en Dabita, is een 1733 meter hoge stratovulkaan in het zuiden van de Ethiopische regio Afar.
De vulkaan ligt in de directe nabijheid van de vulkaan Ayelu en bevat een caldera van 4 bij 5 kilometer. In het midden van de caldera bevinden zich veel fumaroles. Op de bodem van een ronde caldera aan de top en op de noordwestelijke en zuidwestelijke hellingen bevinden zich slakkenkegels. Over de hellingen en een bekken ten zuidoosten van de vulkaan lopen uitgestrekte jonge basaltische lavastromen. Het moment van de laatste uitbarsting is onbekend maar vond mogelijk enkele honderden jaren geleden plaats.